# Cyclophora unicoloria
Cyclophora unicoloria là một loài bướm đêm trong họ Geometridae.